# Eugenio Gómez
Eugenio Gómez (Alcañices, Zamora, 1892 - ?) fou un organista i compositor castellà.
Fou organista per oposició de la Catedral de Sevilla i professor honorari del Conservatori de Madrid. Publicà un Ofertori per a dos orgues, sonates, fantasies per a piano, melodies, etc. És autor de l'obra, considerada com a clàssica, que porta per títol Repertorio de organistas. Entre altres alumnes a Sevilla tingué José Miró i Anoria.